# Pyreferra
Pyreferra là một chi bướm đêm thuộc họ Noctuidae.

## Loài
- Pyreferra ceromatica (Grote, 1874)
- Pyreferra citrombra Franclemont, 1941
- Pyreferra hesperidago (Guenée, 1852)
- Pyreferra pettiti (Grote, 1874)